# IBM Personal System/1
IBM Personal System/1 nebo zkráceně IBM PS/1 je označení pro řadu osobních počítačů, která byla návratem společnosti IBM na trh s počítači pro domácí použití. Předchozí produkt IBM určený pro tento segment trhu — IBM PCjr — byl uveden pět let před řadou PS/1. Nástupcem PS/1 se v září roku 1994 staly počítače řady IBM Aptiva.

## Modely počítačů řady PS/1
| Model        | Procesor          | Paměť (MB)      | Pevný disk (MB) | Video | Poznámky                             |
| ------------ | ----------------- | --------------- | --------------- | ----- | ------------------------------------ |
| 2011 N01     | 80286 @ 10 MHz    | 0.5 (512kB) - 1 | ???             | VGA   |                                      |
| 2011 N34     | 80286 @ 10 MHz    | 1               | 30              | VGA   |                                      |
| 2011 N41     | 80286 @ 10 MHz    | 1               | 40              | VGA   |                                      |
| 2011 N42     | 80386SX @ 16 MHz  | 2 - 6           | 40              | VGA   |                                      |
| 2121 282     | 80386SX @ 16 MHz  | 2 - 6           | 80              | VGA   |                                      |
| 2121 642     | 80386SX @ 20 MHz  | 2 - 6           | 40              | VGA   |                                      |
| 2121 682     | 80386SX @ 20 MHz  | 2 - 6           | 80              | VGA   |                                      |
| 2123 E41 Pro | 80386SX @ 20 MHz  | 2 - 15          | 40              | VGA   | Skříň odvozená od IBM PS/2 Model 30. |
| 2123 E81 Pro | 80386SX @ 20 MHz  | 2 - 15          | 80              | VGA   | Skříň odvozená od IBM PS/2 Model 30. |
| 2123 E31 Pro | 80386SX @ 20 MHz  | 2 - 15          | 130             | VGA   | Skříň odvozená od IBM PS/2 Model 30. |
| 2133 111     | 80386SX @ 25 MHz  | 2 - 15          | 85              | VGA   |                                      |
| 2133 711     | 80386SX @ 25 MHz  | 2 - 15          | 85              | VGA   |                                      |
| 2133 811     | 80386SX @ 25 MHz  | 4 - 15          | 85              | VGA   |                                      |
| 2133 911     | 80386SX @ 25 MHz  | 2 - 15          | 85              | VGA   |                                      |
| 2133 114     | 80386SX @ 25 MHz  | 4 - 15          | 170             | SVGA  |                                      |
| 2133 144     | 80486SX @ 20 MHz  | 4 - 32          | 170             | SVGA  |                                      |
| 2133 151     | 80486SX @ 25 MHz  | 4 - 32          | 85              | SVGA  |                                      |
| 2133 154     | 80486SX @ 25 MHz  | 4 - 32          | 170             | SVGA  |                                      |
| 2133 174     | 80486SX @ 33 MHz  | 4 - 32          | 170             | SVGA  |                                      |
| 2133 451     | 80486SX @ 25 MHz  | 2 - 32          | 85              | SVGA  |                                      |
| 2133 461     | 80486SX @ 33 MHz  | 4 - 32          | 85              | SVGA  |                                      |
| 2133 551     | 80486SX @ 25 MHz  | 4 - 32          | 130             | SVGA  |                                      |
| 2133 571     | 80486DX @ 33 MHz  | 4 - 64          | 130             | SVGA  |                                      |
| 2155 471     | 80486DX @ 33 MHz  | 4 - 64          | 85              | SVGA  |                                      |
| 2155 474     | 80486DX @ 33 MHz  | 4 - 64          | 130             | SVGA  |                                      |
| 2155 483     | 80486DX2 @ 50 MHz | 4 - 64          | 130             | SVGA  |                                      |
| 2155 582     | 80486DX2 @ 50 MHz | 4 - 64          | 170             | SVGA  |                                      |
| 2155 593     | 80486DX2 @ 66 MHz | 4 - 64          | 253             | SVGA  |                                      |
| 2168 452     | 80486SX @ 25 MHz  | 2 - 32          | 85              | SVGA  |                                      |
| 2168 463     | 80486SX @ 33 MHz  | 4 - 64          | 130             | SVGA  |                                      |
| 2168 473     | 80486DX @ 33 MHz  | 4 - 64          | 130             | SVGA  |                                      |
| 2168 493     | 80486DX2 @ 66 MHz | 4 - 64          | 130             | SVGA  |                                      |
| 2168 584     | 80486DX2 @ 50 MHz | 4 - 64          | 253             | SVGA  |                                      |
| 2168 594     | 80486DX2 @ 66 MHz | 4 - 64          | 253             | SVGA  |                                      |

Poznámky k tabulce:
1. ↑  Typ a pracovní frekvence procesoru. Údaj je ve formátu "typ procesoru" @ "pracovní frekvence".
2. ↑  Kapacita operační paměti. Údaj je ve formátu "osazená paměť" - "maximální paměť".
3. ↑  Kapacita osazeného pevného disku.